# Râul Tur
Râul Tur este un afluent al râului Tisa. Râul se formează în munții Oaș la confluența brațelor Gorova și Buianu. Râul Tur străbate Câmpia de Vest, curge pe linia frontierei dintre Ucraina și România și se varsă apoi în Tisa pe teritoriul Ungariei. Pe o porțiune de 1,1 km râul marchează frontiera româno-ungară; pe un segment de 5,2 km urmează cursul frontierei româno-ucrainene. Localitatea mai importantă prin care curge este comuna Turulung din județul Satu Mare. De asemenea, Turul este principala apă curgătoare a orașului Negrești Oaș din județul Satu Mare. Aici, în zona Oaș, pe valea Turului s-au amenajat câteva "vâltori", adevărate mașini de spălat naturale.

## Fauna ihtiologică
În bazinul râului Tur au fost identificate 53 de specii de pești  .
Fauna ihtiologică a bazinului râului Tur este dată după denumirea științifică, denumirea română, denumirea maghiară și denumirea engleză:
1. Eudontomyzon danfordi (chișcar, tiszai ingola, Carpathian lamprey)
2. Rutilus rutilus (babușcă, bodorka, Roach)
3. Rutilus pigus virgo (babușcă-de-Tur, leánykoncér, Danubian roach)
4. Ctenopharyngodon idella (amur alb, amur, Grass carp)
5. Scardinius erythrophthalmus (roșioară, vörösszárnyú keszeg, Rudd)
6. Leuciscus leuciscus (clean mic, nyúldomolykó, Dace)
7. Leuciscus cephalus (clean, domolykó, Chub)
8. Leuciscus idus (văduviță, jászkeszeg, Ide)
9. Phoxinus phoxinus (boiștean, fürge cselle, Minnow)
10. Aspius aspius (avat, balin, Asp)
11. Leucaspius delineatus (fufă, kurta baing, Sunbleak)
12. Alburnus alburnus (obleț, szélhajtó küsz, Bleak)
13. Alburnoides bipunctatus (beldiță, sujtásos küsz, Riffle minnow)
14. Abramis bjoerkna (batcă, karikakeszeg, White bream)
15. Abramis brama (plătică, dévér, Bream)
16. Abramis ballerus (cosac cu bot ascuțit, laposkeszeg, Blue bream)
17. Abramis sapa (cosac, bagolykeszeg, White-eyed bream)
18. Vimba vimba (morunaș, szilvaorrú keszeg, East European bream)
19. Chondrostoma nasus (scobar, paduc, Nase)
20. Tinca tinca (lin, compó, Tench)
21. Barbus barbus (mreană, márna, Barbel)
22. Barbus petenyi (moioagă, Petényi márna, Petenyi's barbel)
23. Gobio gobio (porcușor, fenékjáró küllő, Gudgeon)
24. Gobio albipinnatus (porcușor de șes, homoki küllő, White-finned gudgeon)
25. Gobio kessleri ( porcușor de nisip, homoki küllő, Sand gudgeon)
26. Pseudorasbora parva (murgoi bălțat, razbóra, Stone moroko)
27. Rhodeus sericeus ( boarță, szivárványos ökle, Bitterling)
28. Carassius carassius (caracudă, széles kárász, Crucian carp)
29. Carassius gibelio (caras argintiu, ezüstkárász, Prussian carp)
30. Cyprinus carpio (crap, ponty, Carp)
31. Hypophthalmichthys molitrix (sânger, fehér busa, Silver carp)
32. Aristichthys nobilis (novac, pettyes busa, Bighead carp)
33. Barbatula barbatula ( molan, kövicsík, Stone loach)
34. Misgurnus fossilis (țipar, réticsík, Weatherfish)
35. Cobitis elongatoides (zvârlugă, vágócsík, Spined loach)
36. Sabanejewia aurata (nisiparniță, törpecsík, Golden spined loach)
37. Silurus glanis (somn, harcsa, Wels)
38. Ameiurus nebulosus (somn pitic, törpeharcsa, Brown bullhead)
39. Ameiurus melas (somn pitic negru, fekete törpeharcsa, Black bullhead)
40. Thymallus thymallus (lipan, pénzes pér, Grayling)
41. Salmo trutta fario (păstrăv, sebes pisztráng, Brown trout)
42. Oncorhynchus mykiss (păstrăv curcubeu, szivárványos pisztráng, Rainbow trout)
43. Salvelinus fontinalis (fântânel, pataki szajbling, Brook trout)
44. Umbra krameri (țigănuș, lápi póc, European mudminnow)
45. Esox lucius (știucă, csuka, Pike)
46. Lota lota (mihalț, menyhal, Burbot)
47. Lepomis gibbosus (biban soare, naphal, Pumpkinseed)
48. Perca fluviatilis (biban, sügér, Perch)
49. Stizostedion lucioperca (șalău, süllő, Pikeperch)
50. Gymnocephalus cernuus (ghiborț, vágódurbincs, Ruffe)
51. Gymnocephalus schraetzer (răspăr, selymes durbincs, Schraetzer)
52. Zingel streber (pietrar, német bucó, Streber)
53. Cottus gobio (zglăvoacă, botos kölönte, Bullhead)